# 계통표집
계통표집은 체계적  표집, 체계적 추출법(systematic sampling)이라고도 하며, 첫 번째 요소는 무작위로 선정한 후 목록의 매번 k번째 요소를 표본으로 선정하는 표집방법이다. 모집단의 크기를 원하는 표본의 크기로 나누어 k를 계산한다. 여기서 k는 표집간격이라고 불린다.
계통추출법은 실질적으로 단순 임의 표집과 거의 동일하다. 만약 요소들의 목록이 표본이 추출되기 전에 무작위로 되어 있다면, 그 목록에서 계통추출법을 통해 추출된 표본은 실제로는 단순임의 표본과 같다고 주장할 수 있다. 따라서 좀 더 간단한 방법인 계통추출법이 선호되어 왔고, 경험적으로 봤을 때 결과는 실질적으로 동일하다.
하지만, 그와 반대로 만약 표본이 추출되기 전 요소들의 목록이 무작위로 되어 있지 않고 주기성(periodicity)을 띄고 있다면, 계통추출법을 통해 추출된 표본은 매우 어긋난 표본이 될 수 있으며 모집단을 전혀 반영하지 못하게 된다

## 관련용어
만일 목록에 1만 개의 요소들이 있고 1천 개의 표본을 뽑고자 했을 때,
- 표집간격(sampling interval): 표본에 추출되는 요소들 사이의 표준 거리이다. 모집단의 크기를 표본의 크기로 나눈 것으로, 위의 예에서는 표집간격이 10이 되며, 매 10번째 요소들을 표본에 포함시킨다.
- 표집비(sampling ratio): 모집단 요소들이 표본에 추출되는 비율을 의미한다. 표본의 크기를 모집단의 크기로 나눈 것으로, 위의 예에서는 1/10이다.

## 같이 보기
- 저불일치 수열